# Blue Earth
Blue Earth város az USA Minnesota államában. Lakosainak száma 3174 fő (2020. április 1.).

## Népesség
A település népességének változása:

| 2010 | 3 353 |
| 2020 | 3 174 |